# Jack Pierson
Jack Pierson (Plymouth, Massachusetts, 1960) es un fotógrafo y artista estadounidense, famoso por sus esculturas de palabras (word sculptures), formadas con letras de diversos materiales, recicladas de rótulos o letreros, con las que forma murales de grandes dimensiones.

## Biografía
Estudió en Boston, en el MassArt (Massachusetts College of Art and Design), donde entabló relación con numerosos artistas, especialmente con el fotógrafo Mark Morrisroe. La producción artística de Pierson se manifiesta tanto en fotografías como en collages, esculturas formadas con letras, instalaciones, dibujos y libros de artista. Es uno de los artistas más cotizados; alguna de sus esculturas de letras alcanzó cifras millonarias en las subastas de Sotheby's. Ha realizado numerosas exposiciones individuales en todo el mundo y sus obras figuran entre los fondos de importantes museos de arte contemporáneo, como el Museo Guggenheim de Nueva York, el MoMA, el Museo de Bellas Artes de Boston o el Museo de Arte Moderno de San Francisco. Su obra presenta una síntesis entre el arte pop y el arte conceptual.
Pierson ha hecho pública su homosexualidad. En 2006 organizó un espectáculo en la Galería Paul Kasmin titulado The Name of This Show Is Not: Gay Art Now en el que artistas consagrados y emergentes, homo y heterosexuales, presentaron sus obras.

## Fotografía
En la década de 1980 Pierson perteneció a un grupo informal de fotógrafos que, a partir de entonces, fue conocido como la Escuela de Boston, al que se adscriben otros nombres como Philip-Lorca di Corcia o Nan Goldin. Este grupo se caracteriza por mostrar en sus fotos su propia vida privada y la de su familia y amigos, convertida en el tema principal de su obra.
Algunas de las fotos de Pierson tienen un potente y explícito homoerotismo y toma como modelos a chaperos. En otras, fotografía escenas y paisajes cotidianos. También ha trabajado como fotógrafo de publicidad y moda. Entre sus retratos figuran los de personajes como Michael Bergin, Naomi Campbell, Snoop Dogg, Massimiliano Neri, Brad Pitt y Antonio Sabato Jr.

## Publicaciones
Junto al escritor y crítico de arte Jim Lewis realizó el libro Real gone (Artspace Books, 1993), compuesto por fotografías de Pierson y textos de Lewis.